# HMS Union (N56)
Pour les autres navires du même nom, voir HMS Union.
Le HMS Union (Pennant number: N56) est un sous-marin de la classe Umpire ou Classe U  de la Royal Navy. Il a été construit en 1940 par Vickers Armstrong à Barrow-in-Furness (Angleterre).

## Conception et description
Le Union fait partie du deuxième groupe de sous-marins de classe U qui a été légèrement allongé et amélioré par rapport au premier groupe précédent de la classe U. Les sous-marins avaient une longueur totale de 60 mètres et déplaçaient 549 t en surface et 742 t en immersion. Les sous-marins de la classe U avaient un équipage de 31 officiers et matelots.
Le Union était propulsé en surface par deux moteurs diesel fournissant un total de 615 chevaux-vapeur (459 kW) et, lorsqu'il était immergé, par deux moteurs électriques d'une puissance totale de 825 chevaux-vapeur (615 kW) par l'intermédiaire de deux arbres d'hélice. La vitesse maximale était de 11,25 nœuds (20,8 km/h) en surface et de 10 nœuds (19 km/h) sous l'eau.
Le Union était armé de quatre tubes lance-torpilles de 21 pouces (533 mm) à l'avant et transportait également quatre recharges pour un grand total de huit torpilles. Le sous-marin était également équipé d'un canon de pont de 3 pouces (76 mm) et de 3 mitrailleuses pour la lutte anti-aérienne.

## Carrière
Le sous-marin Union a été posé au chantier Vickers Armstrong à Barrow-in-Furness le 2 décembre 1939, lancé le 20 août 1940 et mis en service le 30 décembre 1940. 
Le Union a passé une grande partie de sa courte carrière à opérer en Méditerranée, où il a coulé le navire marchand italien Pietro Querini. Son succès est cependant de courte durée. Le Union quitte Malte à 1 heure du matin le 14 juillet 1941 avec l'ordre d'intercepter un convoi au nord de Tripoli le jour suivant. Le 20 juillet 1941, il est attaqué par des charges de profondeur et coule avec tout son équipage lors d'une attaque du convoi par le torpilleur italien Circe au sud de Pantelleria à la position géographique de 36° 27′ 23″ N, 11° 42′ 21″ E. Le Union n'ayant pas réussi à rentrer à Malte, il a été signalé en retard le 22 juillet 1941,.

## Commandant
- Lieutenant (Lt.) Robert Malcolm Galloway (RN) du 3 janvier 1941 au 20 juillet 1941

RN: Royal Navy